# 正安 (日本)
正安（1299年四月二十五日至1302年十一月二十一日）是日本的年號之一。這個時代的天皇是後伏見天皇與後二條天皇，由伏見上皇與後宇多上皇實施院政。鎌倉幕府征夷大將軍為久明親王，執權為北條貞時與北條師時。

## 改元
- 永仁七年四月二十五日（1299年5月25日）改元正安
- 正安四年十一月二十一日（1302年12月10日）改元乾元

## 出處
- 《孔子家語》

## 紀年、西曆、干支對照表
| 正安       | 元年   | 二年   | 三年   | 四年   |
| 儒略曆日期 | 1299年 | 1300年 | 1301年 | 1302年 |
| 干支       | 己亥   | 庚子   | 辛丑   | 壬寅   |